# Live with Kelly and Ryan
Live with Kelly and Ryan is een Amerikaans praatprogramma, gepresenteerd door Kelly Ripa en Ryan Seacrest.

## Geschiedenis
Voor 2000 was het programma bekend onder de titel Live with Regis and Kathie Lee, met Kathie Lee Gifford. Na het vertrek van Gifford werd dit Live with Regis en in 2001 kwam Ripa erbij. In 2011 vertrok Regis Philbin, in 2012 werd Michael Strahan toegevoegd, welke in 2016 weer vertrok. Ryan Seacrest volgende hem in mei 2017 op.
Het programma bestaat al sinds 1983 en wordt opgenomen in New York. Daarnaast wordt het programma al sinds decennia wereldwijd uitgezonden.